# 道の駅名田庄
道の駅名田庄（みちのえき なたしょう）は、福井県大飯郡おおい町名田庄納田終（のたおい）にある国道162号の道の駅である。
1998年4月17日に旧遠敷郡名田庄村が設置したものである。道の駅グランプリ2000ではアメニティ部門/総合デザイン賞を受賞した。

## 施設
- 駐車場
  - 普通車：37台[4]
  - 大型車：3台[4]
  - 身障者用：3台[4]
- トイレ
  - 男：大2・小3
  - 女：6
  - 身障者用：2
- 特産品販売（売店）（9:00 - 18:00、12月から2月は17時まで）[4]
- そば処「よってっ亭」（10:30 - 17:00）[4]

### 管理団体
- 設置者：おおい町

## 休館日
- 毎週水曜日[4]

## アクセス
- 国道162号 - 登録路線
  - 福井県道771号名田庄綾部線

## 周辺
- ホテル流星館（おおい町営のホテル）・暦会館 - 当駅に隣接。
- おおい町 里山文化交流センター住民サービス室（旧名田庄総合事務所）
- シャクナゲ自生地
- 野鹿の滝
- 堀越峠
- 土御門家墓所